# Satyrus sieversi
Satyrus sieversi är en fjärilsart som beskrevs av Hugo Theodor Christoph 1885. Satyrus sieversi ingår i släktet Satyrus och familjen praktfjärilar. Inga underarter finns listade.